# Vecindario
Vecindario es una ciudad del sureste de Gran Canaria, en la provincia de Las Palmas, España, ubicada en la zona de costa del municipio de Santa Lucía de Tirajana siendo la 3.ª en población de la isla y la 5.ª del archipiélago. Sus núcleos de población son El Doctoral, San Pedro Mártir, La Paredilla, La Cerruda, Hoya Pavón, San Rafael, El Canario, Casa Pastores, La Unión, Cruce de Sardina, Sardina, La Vereda, Los Llanos y Balos. Vecindario cuenta con una población estimada de casi 70 000 habitantes. Se halla a unos 35 km de Las Palmas de Gran Canaria, capital de la isla, a 12 km del aeropuerto de Gran Canaria y a unos 15 km de Maspalomas, principal zona turística de la isla.
Vecindario es el centro neurálgico de la conurbación del sureste de Gran Canaria, conformada principalmente por los barrios costeros de los municipios de Santa Lucía de Tirajana, Agüimes e Ingenio, municipios de la isla de Gran Canaria. Otras localidades de esta conurbación, que cuenta con unos 120 000 habitantes, son el Cruce de Arinaga, Playa de Arinaga (Agüimes) y Carrizal (Ingenio).
La agricultura fue la principal actividad económica de Vecindario hasta el último cuarto del siglo XX por la producción del tomate y otras hortalizas para su exportación, cuando el sector de los servicios (sobre todo, el comercio) se convirtió en predominante. En la actualidad, Vecindario es el mayor centro comercial urbano a cielo abierto de la isla de Gran Canaria junto con el C.C. Atlántico y otros de menor relevancia como C.C. Mercacentro, C.C. La Ciel y el C.C. Avenida de Canarias.

## Historia
Vecindario nace a raíz del motín de Agüimes, consecuencia del pleito entre los vecinos de Agüimes y el conde de la Vega Grande por la propiedad de las tierras de los Llanos que aquellos habían roturado clandestinamente. El conde reclamó su propiedad alegando el haberlas comprado a su legítimo propietario. Los vecinos de Agüimes, que pertenecía por aquel entonces al Obispado, fueron defendidos por el doctoral Mendoza, canónigo experto en leyes. Es precisamente en este pleito donde se emplea por primera vez el nombre de Vecindario ("las tierras del vecindario"), en referencia a los vecinos de Agüimes. 
El doctoral Mendoza demostró la falsedad de la venta al conde de las tierras, que eran de titularidad realenga y habían sido otorgadas a los vecinos en propiedad mediante el pago de los pertinentes tributos. Todavía en 1735, los vecinos no habían pagado al doctoral Mendoza por su defensa en el pleito, por lo que procedieron a segregar una parte de las tierras de Vecindario como pago: es en esta zona, conocida luego como El Doctoral, donde se construyó la casa de la Pinta. Mendoza dejó estipulado que una parte de lo que se produjese en una parcela segregada a tal fin fuese destinado a la ayuda de la Casa Santa de Jerusalén, tomando dicho lugar desde entonces el nombre de Casa Santa.
En 1815 se unieron la zona de costa (actuales Vecindario y Sardina, hasta entonces adscritos a Agüimes) y tierras del interior pertenecientes a San Bartolomé de Tirajana para crear el nuevo municipio de Santa Lucía de Tirajana.

### Años 1960: modelo de progreso y resistencia ciudadana
A comienzos de los años 1960. Un grupo de jóvenes liderados por el ahora filósofo y sociólogo Román Reyes, Catedrático de la Universidad Complutense de Madrid, iniciaron una campaña de sensibilización ciudadana para dar coherencia al puzle de barrios o pagos que se esparcían por el triángulo de la costa del municipio de Santa Lucía de Tirajana. Recibieron el apoyo de pequeños empresarios y, especialmente, del cura de la Parroquia de San Rafael, Manuel Guedes, en cuyos locales se diseñaron estrategias y organizaron diferentes acciones. 
La cara visible del grupo era la “Tuna de San Rafael”, pretexto para su organización político-ciudadana, si bien plataforma de proyección socio-cultural. Y, en efecto, muchos de los integrantes del grupo aprendieron solfeo y un mínimo de técnicas para tocar cualquier instrumento de cuerda que justificara una rondalla. Se realizaron diferentes acciones, más simbólicas que efectivas, pero acciones sin las cuales no podría entenderse hoy el proceso de cohesión de la ciudadanía y el progreso o reconversión de los prácticamente inexistentes servicios. Débil estructura social, más visible en el pequeño comercio, pero que impedía el reconocimiento de derechos fundamentales a quienes cada año emigraban con su familia a Vecindario para trabajar como aparceros en la zafra del tomate. 
Se realizaron, en consecuencia, sobrepintadas con el nombre de “Vecindario” en las paradas de las guaguas (autobuses urbanos) a lo largo de esos tres kilómetros lineales por los que discurre la Avenida de Canarias, antes Carretera General, así como tres grandes pintadas sobre el asfalto con el mismo nombre, respectivamente, al comienzo de la Avenida, en el Cruce de Sardina, hacia la mitad, en La Cerruda, y al final, en El Doctoral. 
En la memoria colectiva se conserva asimismo otro de los “operativos” del grupo: un pueblo sin plaza no es un pueblo. Con fondos de diversa procedencia y la complicidad del cura párroco encargaron dos placas de mármol con la inscripción “Plaza de San Rafael de Vecindario”. La primera se colocó un domingo a la salida de misa en un edificio a la entrada del descampado en que estaba la Iglesia, acto que recibió el aplauso de los feligreses y la mirada recelosa del Alguacil y de la pareja de la Guardia Civil. Años después la segunda placa sustituiría a la que fue retirada esa misma noche, como se esperaba, por orden del Alcalde y Jefe Local del Movimiento, José Caballero Monroy. 
El grupo siguió presionando hasta conseguir que un empresario exportador de tomates asfaltara la plaza. Había plantado antes doce Laureles de Indias que, clandestinamente, salieron de un vivero del barrio de Sardina. De esos doce emblemáticos árboles se conservan aún dos.
Del grupo de la “Tuna de San Rafael” surge años después una iniciativa ciudadana que, agrupando diferentes fuerzas nacionalistas y de izquierda, se consolida como formación política de carácter asambleario: ICAN (Iniciativa Canaria Nacionalista). Carmelo Ramírez, uno de sus fundadores, se convertiría en el primer Alcalde del Ayuntamiento de referencia, consiguiendo la mayoría absoluta. La formación, ahora asociada a Nueva Canarias, estuvo al frente de la gestión municipal hasta las elecciones de 2019. En 2019 asume el mando el alcalde Santiago Miguel Rodríguez Hernández (La Fortaleza de Santa Lucía) en coalición con Nueva Canarias y el Partido Popular de Santa Lucía de Tirajana. Tras las elecciones de 2023, Nueva Canarias recupera la alcaldía del municipio, ostentándola Francisco García López con el apoyo del PSOE.

## Educación
Destacan los centros educativos de primaria (CEIP Tagoror, CEIP Tamarán...etc) así como centros de educación secundaria (IES Vecindario, IES Santa Lucía, IES Josefina De la Torre, IES El Doctoral...etc). No se aprecian centros integrados de formación profesional en la ciudad ni tampoco en el municipio (aunque actualmente existe un proyecto municipal de construcción de un centro de formación profesional integrado)

## Deportes
Actualmente la ciudad de Vecindario cuenta con numerosas instalaciones deportivas, tanto piscinas como pabellones, polideportivos y estadios. También cuenta con un equipo del municipio en la Tercera división grupo XII, el Estrella CF entre otros como el Club Deportivo Cerruda, la Unión Deportiva Balos y el Club Deportivo San Pedro Mártir. Cuenta con un equipo de baloncesto, el Santa Lucía Suresanta, un equipo de voleibol, el Club Voleibol 7 islas y tres equipos de lucha canaria, el CL Unión Sardina, el CL Unión Estrella y el CL Unión Doctoral. Fue relevante la Unión Deportiva Vecindario que llegó a estar durante una temporada (2006-07) en la Segunda División.

## Clima

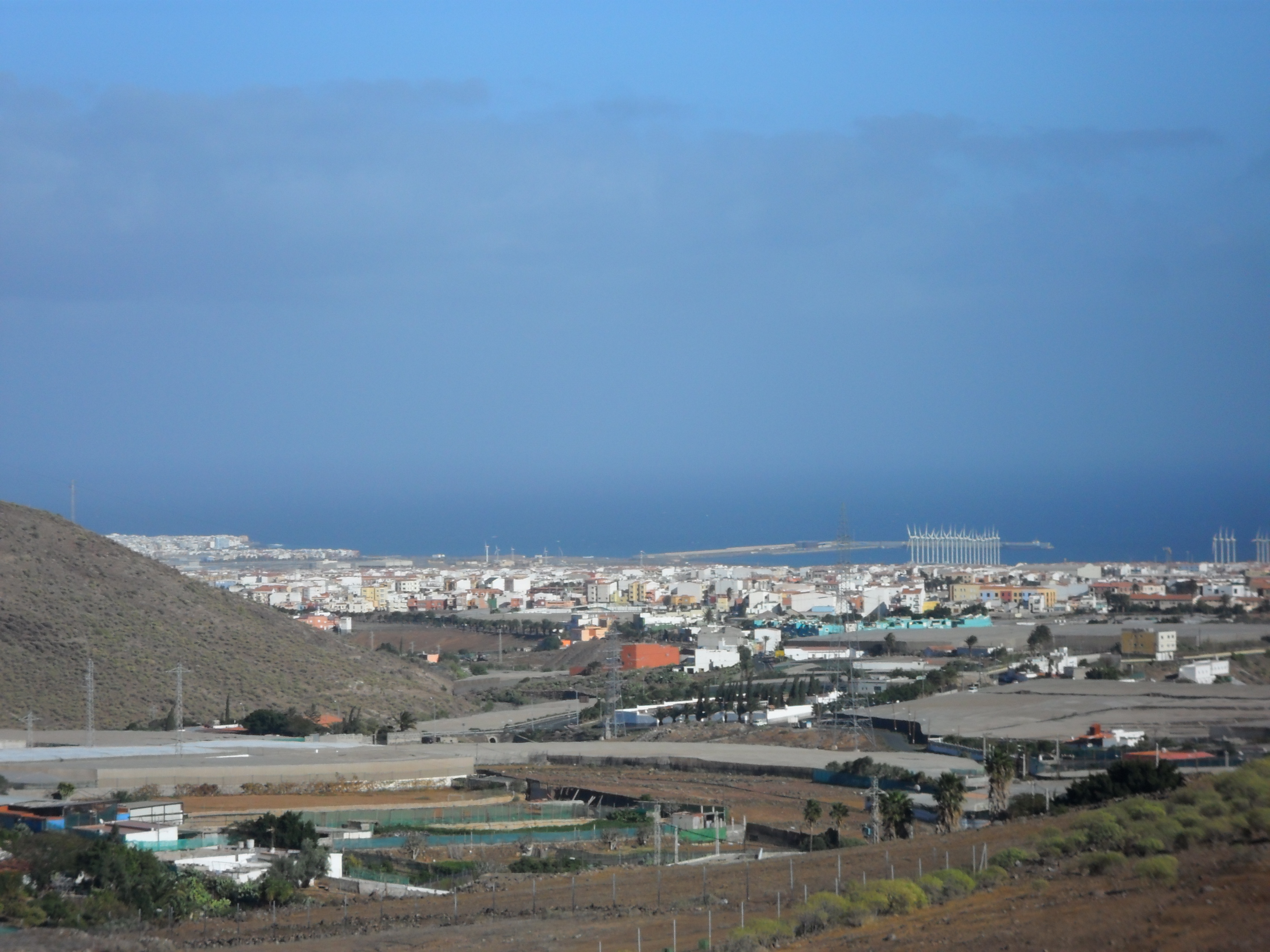
Panorámica de Vecindario 2013

La ciudad presenta un clima árido cálido de tipo BWh/subtropical seco de acuerdo con la clasificación climática de Köppen, influenciado por los vientos alisios, aunque estos son más secos cuando más al sur, además de llegar a ser bastante intensos. Los inviernos suele rondar la media por los 19 grados centígrados y en verano unos 25 grados. En verano las temperaturas están influenciadas por la cercanía al mar y los alisios, aunque esto no la salva de sufrir episodios de calor intenso, aunque siempre menos que en las medianías.
Respecto a las precipitaciones, estas son muy escasas, rara vez llegan a los 100 mm en un año húmedo, aunque estas son irregulares, una característica general del clima canario.

## Topografía
La topografía de Vecindario es generalmente plana, ya que está situada en una rampa sedimentaria formada aproximadamente hace unos 15.000 años por la erosión de la zona de la Caldera del Tirajana. Al suroeste se puede divisar el Macizo de Amurga, al este la Caldera del Tirajana y la rampa de Agüimes y al noreste y norte se puede ver el propio pueblo de Aguimes, la Montaña de Aguimes, las planicies de las Rosas y la Montaña de Arinaga más hacia el noreste.
La altitud notable más cercana es la Montaña de Masaciega, de 276 metros de altitud.